# (4183) Cuno
Pour les articles homonymes, voir Cuno.
4183 Cuno est un astéroïde Apollon, aréocroiseur et cythérocroiseur. Il fut découvert en 1959 par Cuno Hoffmeister, qui a donné son nom à l'astéroïde. 
Cuno mesure 4,5 km de diamètre et est un astéroïde de type S, ce qui signifie qu'il a une réflectivité élevée et est composé de nickel-fer mélangé à des silicates de fer et de magnésium.
En décembre 2000, Cuno a été analysé par radar pour déterminer sa forme. Les images obtenues manquent de détails, mais donnent une forme grossièrement sphérique avec une sorte de dépression concave de 1  à   2 km de diamètre. 
(4183) Cuno s'approchera de la Terre à moins de 40 millions de km, six fois au cours du XXIe siècle. En mai 2012, il a effectué le passage le plus rapproché, à 18 millions de km, le prochain n'ayant pas lieu avant 2093.